# 육목

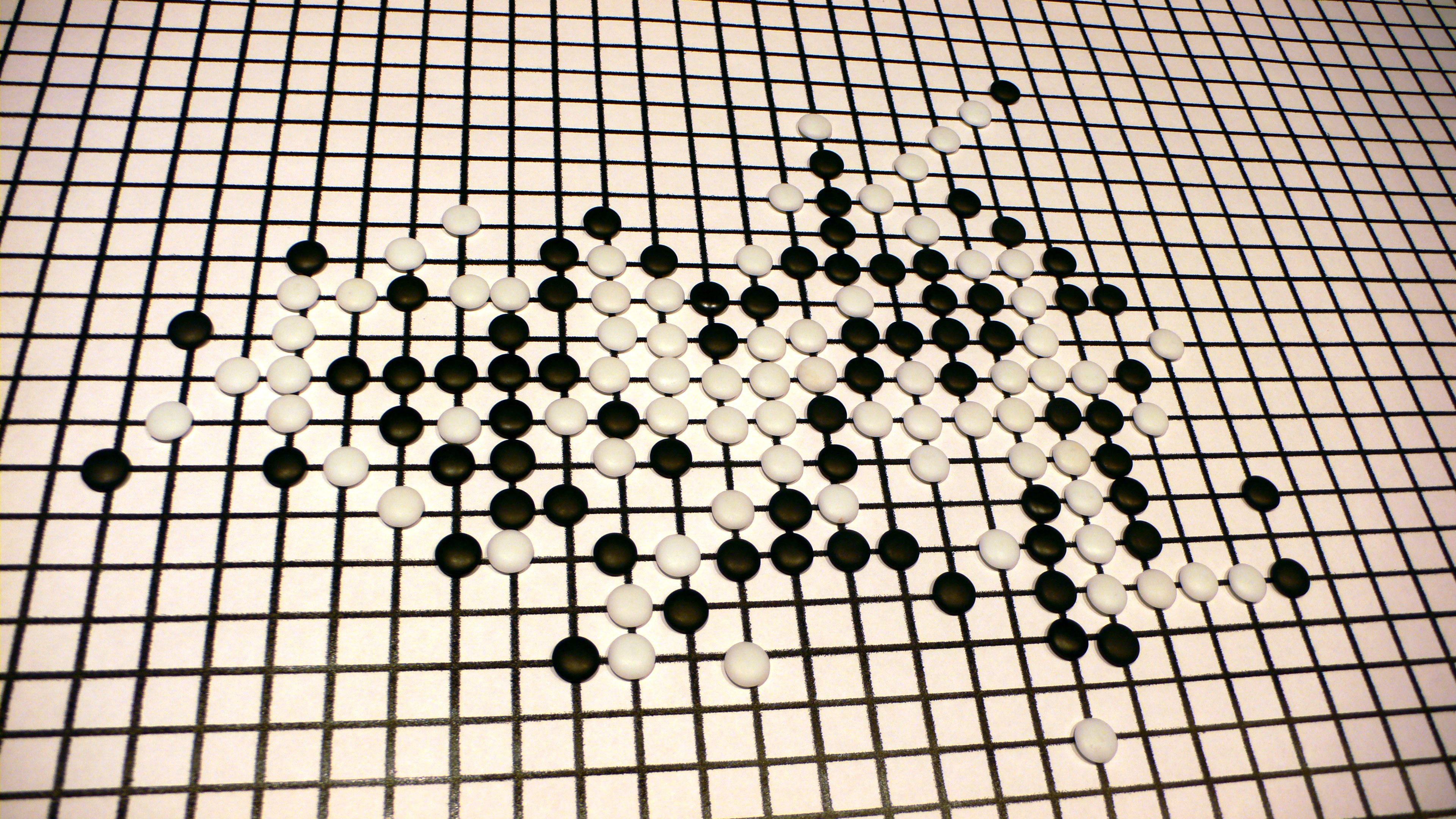

육목(六目, Connect6)은 타이완의 국립 자오퉁 대학 교수 우이청이 오목을 개량시켜 발명한 게임이다. 흑백이 교대로 한 수에 두개씩 바둑돌을 놓는데 흑은 첫수에 돌 하나만 놓는다. 6개 이상의 돌이 같은색으로 일렬로 오게 만드는 사람이 승리한다. 오목과 달리 금수가 없어 단순한 규칙을 가진다.

## 같이 보기
- 타이완의 발명품
- 오목
- 바둑판과 바둑돌로 하는 게임
- 렌주
- 이렌세이